# Paraolinx taedae
Paraolinx taedae är en stekelart som beskrevs av Miller 1964. Paraolinx taedae ingår i släktet Paraolinx och familjen finglanssteklar. Inga underarter finns listade i Catalogue of Life.